# Burnout parental
Pour les articles homonymes, voir Burnout.
Le burnout parental est un syndrome tridimensionnel caractérisé par la présence concomitante de trois symptômes spécifiques : 
- un épuisement physique et psychique associé au rôle de parent ;
- une distanciation affective avec les enfants ;
- une perte d’épanouissement et d’efficacité dans son rôle parental[1].

## Historique
La première mention du terme « burnout parental » date de 1983 dans le témoignage d’une mère, Edith Lanstrom qui publie Christian parent burnout (« Le burnout d’un parent chrétien »). L’année suivante, en 1984, Procaccini et Kiefaver, un professeur d’université en éducation et un consultant en leadership qui donnaient ensemble des séminaires sur le burnout professionnel, publient un livre intitulé « Parental burnout » (« Burnout parental ») dans lequel ils avancent que les parents peuvent souffrir d’un épuisement tel qu’il pourrait être appelé « burnout parental ». La première étude scientifique sur le sujet du burnout parental est menée dans la foulée par Pelsma (1989) puis le sujet tombe en désuétude jusqu’en 2007 (Lindhal-Norberg, 2007).
Depuis 2007, Annika Lindhal-Norberg a mené avec son équipe une série d’études visant à étudier la prévalence et les facteurs de risque du burnout chez des parents d’enfants atteints de maladies graves (cancer du cerveau : Norberg, 2007, 2010, diabète de type 1 : Lindström, Aman & Norberg, 2009, 2011, transplantation de cellules souches : Norberg, Mellgren, Winiarski, & Forinder, 2014). Ces études ont fourni les premières preuves de l’existence d’un burnout typiquement parental : certains parents présentaient des symptômes de burnout élevé alors qu’ils ne travaillaient pas.
Les études menées par Lindhal-Norberg et son équipe entre 2007 et 2014 ont montré la pertinence de s’intéresser au burnout parental. Toutefois, ces études portent toutes sur les parents d’enfants malades et elles ne reposent pas sur une mesure de burnout spécifique au burnout parental, elles ne permettent donc pas de distinguer clairement le burnout parental du burnout professionnel ni de savoir si des parents qui n’ont pas d’enfants malades sont également vulnérables face au burnout parental. En somme, ces études ne fournissent pas d’indication sur la validité et la spécificité du concept de burnout parental, ni sur sa prévalence dans la population générale.
En 2017, Roskam, Raes et Mikolajczak mènent les premières études sur le burnout parental dans la population générale. Ces études montrent que le burnout parental est, comme le burnout professionnel, un syndrome tridimensionnel caractérisé par un épuisement émotionnel et physique, une distanciation affective et une perte d’épanouissement et d’efficacité. Ces études montrent aussi que le burnout parental est distinct du burnout professionnel : dans le burnout professionnel, l’épuisement trouve racine dans le travail, l’employé se distancie émotionnellement des bénéficiaires de son travail et perd en efficacité et en épanouissement professionnel. Dans le burnout parental, l’épuisement concerne le rôle de parent, le parent se distancie émotionnellement de ses enfants, et la perte d’efficacité et d’épanouissement concerne le rôle parental. Ces études investiguent aussi la prévalence du burnout parental dans une population de parents tout venant (voir section Prévalence ci-dessous) et montrent que les pères qui s’investissent dans l’éducation de leurs enfants ont autant de risque que les mères de faire un burnout parental.
Parallèlement à ce début d’intérêt scientifique pour la question du burnout parental, cinq ouvrages sont publiés en France sur la question du burnout parental : 
- La fatigue physique et émotionnelle des mères : le burnout maternel (2008[9]) dans lequel Violaine Guéritault, Dr en Psychologie et spécialiste du burnout professionnel, analyse le décours de son burnout parental.
- Mère épuisée (2012[10]) dans lequel Stéphanie Allénou raconte l’histoire de son burnout parental.
- Le burnout parental (2014[11]) dans lequel la psychologue psychanalyste Liliane Holstein analyse le cas de parents en burnout.
- Le burnout maternel, comment j'en suis sortie (2015[12]) écrit par Marie-Christine Eustache qui raconte son parcours pour sortir du burnout maternel et partage ses articles écrits sur le sujet.
- Le burnout parental : l’éviter et s’en sortir (2017[13]) dans lequel les Dr en psychologie Moïra Mikolajczak et Isabelle Roskam proposent aux parents des pistes pour prévenir le burnout parental et s’en sortir.

## Mesure
Il existe différents instruments de mesure du burnout professionnel. Les premières études menées en Suède sur le burnout parental ont eu recours aux instruments de mesure du burnout. C'est en 2017 que Roskam, Raes et Mikolajczak, valident un instrument de mesure spécifique au burnout parental, le Parental Burnout Inventory (en français : Inventaire de Burnout Parental) (Copyright © 1981 Christina Maslach & Susan E. Jackson. All rights reserved in all media. Published by Mind Garden, Inc., www.mindgarden.com  Altered with permission of the publisher). Le PBI est directement inspiré du Maslach Burnout Inventory (MBI), le questionnaire le plus fréquemment employé dans le domaine professionnel. Les auteurs ont montré que deux des dimensions du burnout professionnel étaient également présentes dans le burnout parental, à savoir l'épuisement et la perte d'efficacité. Par contre, le détachement/cynisme ne fait pas partie du burnout parental, il est remplacé par la distanciation émotionnelle.
En 2018, Roskam, Brianda, & Mikolajczak, font un pas supplémentaire dans la conceptualisation du burnout parental. Les auteurs partent non plus du modèle de burnout professionnel pour voir s'il s'applique au domaine de la parentalité (méthode déductive), mais de témoignages de parents en burnout. Elles en extraient des items qu'elles soumettent ensuite à de grands échantillons de parents (méthode inductive). Le Parental Burnout Assessment (PBA) comporte 23 items organisés en 4 dimensions:  l'épuisement, le contraste, la perte d'épanouissement/de plaisir et la distanciation émotionnelle (Roskam, Brianda, & Mikolajczak, 2018). Plus récemment, des auteurs ont également invité à considérer des aspects davantage liés à la dynamique du système familial dans la conceptualisation du burnout parental.
Le concept de burnout parental se démocratise de plus en plus et de nombreux parents se reconnaissent dans les symptômes connus. Changesdéveloppe notamment une intervention spécialisée dans le burnout parental afin de soutenir les parents qui en souffrent.

## Prévalence
En 2016, la Ligue des Familles belge a interrogé 1 600 parents de Wallonie et Bruxelles ayant au moins un enfant de moins de 26 ans. À la question « En tant que parent, vous arrive-t-il parfois d’éprouver un sentiment de burn out ? », 12 % répondent jamais, 19 % souvent (19 %) et 3 % en permanence (Baromètre des parents 2016, La Ligue des familles, Le Soir et la RTBF). La ligue en conclut qu’un parent sur 5 risque le burnout parental.
La seule étude scientifique menée sur la question (Roskam, Raes et Mikolajczak, 2017) obtient des chiffres moins alarmistes. Dans leur étude menée sur 1 723 parents, ces auteurs montrent que selon la méthode de calcul de prévalence utilisée, entre 2 et 12 % des parents sont en burnout parental. La méthode retenue suggère que 5 % des parents seraient en burnout parental et 8 % seraient à risque élevé. La prévalence est identique chez les mères et les pères qui s’investissent dans l’éducation de leurs enfants. Les mêmes résultats ont été répliqués sur des échantillons francophones et anglophones avec le PBA en 2018 (Roskam, Brianda, & Mikolajczak, 2018).

## Conséquences
Sur base des témoignages publiés et des recherches menées sur le burnout professionnel, on pouvait faire l’hypothèse que le burnout parental a des conséquences néfastes sur le parent (augmentation des problèmes de santé, par exemple), le conjoint (augmentation des conflits) et les enfants (augmentation du risque de négligence et de violence verbale et physique). Ces hypothèses ont été testées et les résultats publiés en 2018 . Il a été montré que le burnout parental avait les mêmes effets que le burnout professionnel sur les addictions et les troubles du sommeil (conséquences sur le parent), mais un effet plus important sur les conflits au sein du couple (conséquences conjugales), et un effet spécifique sur la négligence et la violence à l'égard des enfants (conséquences sur l'enfant), ainsi que sur les idées suicidaires et de fuite. En 2021, une étude a également corroboré ces résultats en utilisant d'autres méthodes d'analyses statistiques. Ces résultats sur les conséquences du burnout parental montrent combien il est important de le prévenir, de le diagnostiquer et de la prendre en charge .
En 2017, une campagne de prévention du burnout parental a été initiée par la ministre belge Céline Fremault et orchestrée par l'Université catholique de Louvain (Profs. Mikolajczak & Roskam) et La Ligue des Familles belge. Il s'agit là de la première initiative de prévention en la matière.

## Antécédents du burnout parental
Il n'existe pas de cause spécifique au burnout parental. Les recherches ont montré qu'il était lié à une série de facteurs de risque (ou stresseurs) sociodémographiques, situationnels, personnels, parentaux et conjugaux ,. Mais aucun de ces stresseurs ne permet à lui seul d'expliquer le burnout parental. En effet, le burnout parental résulte d'une accumulation de stresseurs (parfois ordinaires) non compensés par un nombre suffisant de ressources. Le processus antécédent du burnout peut dès lors être compris comme une balance qui, dès le moment où le poids des stresseurs l'emporte sur le poids des ressources, conduit au burnout. Les stresseurs et les ressources qui composent la balance sont particuliers à chaque parent (chaque burnout a donc sa propre histoire), mais le processus d'équilibre ou de déséquilibre est commun. Ce processus a été démontré empiriquement à partir de données transversales et longitudinales (Mikolajczak & Roskam, 2018). Un instrument de mesure permet d'évaluer les composantes de la balance parentale et d'estimer son (d)équilibre, c'est la Balance Ressources/Risques (BR², Mikolajczak & Roskam, 2018).

## Impact de la pandémie du COVID-19 sur la parentalité
La pandémie de covid-19 a sensiblement transformé les habitudes de vie des êtres humains à travers le monde. En raison des confinements et des restrictions, de nombreux parents se sont retrouvés à jongler entre leur travail, l'éducation de leurs enfants et les tâches ménagères, souvent sans aide extérieure. Cette surcharge a provoqué une forte augmentation du stress et de l’épuisement parental.
Une recherche menée en Chine par Liu, Chee et Wang (2022) sur  des parents chinois dont la majorité étaient des mères ayant au moins un enfant âgé de 1 à 18 ans. Dans cette étude, les chercheurs ont développé des questionnaires en ligne pour permettre aux parents de partager leurs expériences. Cette étude a révélé que de nombreux parents se sentaient dépassés par la situation. Sans soutien suffisant, ils ont dû gérer seuls l’éducation et les besoins de leurs enfants, ce qui a entraîné un niveau élevé de fatigue mentale et émotionnelle. Certains ont même montré des signes de négligence involontaire ou de comportements plus sévères envers leurs enfants en raison de la pression énorme subie durant cette période difficile.

## Effet du burnout parental sur les adolescents

### L’impact de l’épuisement sur les parents
Des recherches récentes ont mis en lumière l'impact du burnout parental sur le comportement des adolescents. Yuan et al. (2022) ont exploré comment l'épuisement parental influence le développement du caractère des adolescents. Les parents en burnout ressentent une fatigue intense et un sentiment d’impuissant dû à la pression parentale. Les parents développent un sentiment d'incompétence et de non accomplissement, ainsi qu’une distance émotionnelle avec leurs enfants. Ces difficultés peuvent engendrer un climat familial tendu et stressant, compliquant ainsi la capacité des parents à répondre aux besoins de leurs enfants.  

### L’impact de l’épuisement sur les enfants et les adolescents
L’épuisement parental ne touche pas uniquement les adultes, il a aussi des conséquences sur les enfants, en particulier sur les adolescents. Une étude de Yuan et al. (2022) a démontré que les adolescents dont les parents souffrent de burnout ont plus de chance de développer de l’anxiété, un manque de contrôle de soi, des comportements agressifs ainsi qu’un repli sur eux-mêmes. Ces effets sont souvent liés à une communication plus difficile et à un manque de soutien émotionnel au sein de la famille. Certains parents, à bout de forces, peuvent être plus critiques ou impatients avec leurs enfants, ce qui aggrave la situation.

## Les moyens pour surmonter les effets de l’épuisement parental

### La méditation
L’étude de Liu, Chee et Wang (2022) a démontré que suivre des cours de méditation comme des exercices de respirations, des étirements et d’autres pratiques méditatives, pouvaient avoir un impact positif sur les parents en améliorant leur gestion du stress et des difficultés quotidiennes.

### Encourager la coparentalité
Une recherche menée par Yuan et al. (2022) révèle que lorsque les deux parents collaborent efficacement dans l'éducation, les effets négatifs du burnout parental sur l'enfant sont atténués. En revanche, un faible niveau de soutien entre parents  aggrave les conséquences du stress parental sur l'adolescent.

### Exprimer ses émotions calmement
Dire ce que l’on ressent, au bon moment et de la bonne manière, permet de mieux gérer les tensions et d'améliorer la communication avec ses enfants. Un enfant qui se sent écouté sera plus coopératif.

### Gérer son stress de façon positive
Plutôt que de ruminer ou de crier, il vaut mieux adopter des habitudes qui aident à se détendre, comme accepter que tout ne soit pas parfait, essayer de voir les choses sous un angle plus positif ou prendre un moment pour soi.

### Améliorer l'ambiance familial
Un environnement familial sain aide à atténuer les effets du burnout parental. Une bonne communication et du soutien mutuel au sein de la famille peut aider à préserver l’équilibre familial et à limiter les tensions.

### Aider les adolescents à mieux se contrôler
Les adolescents dont les parents sont en burn-out peuvent avoir plus de difficultés à gérer leurs émotions. Leur apprendre à se détendre et à exprimer leurs ressentis peut les aider.